# Provincia di Moyobamba
La provincia di Moyobamba è una provincia del Perù, situata nella regione di San Martín.

## Geografia antropica

### Suddivisioni amministrative
È divisa in sei distretti:
- Calzada (Calzada)
- Habana (Habana)
- Jepelacio (Jepelacio)
- Moyobamba (Moyobamba)
- Soritor (Soritor)
- Yantalo (Yantalo)